# Ґрунтознавство (інженерна геологія)
Ґрунтозна́вство — науковий напрям інженерної геології, що досліджує склад, стан, будову і властивості ґрунтів як будь-яких гірських порід і техногенних утворень чи складених ними ґрунтових товщ (тіл або масивів), закономірності їх формування та просторово-часові зміни під впливом сучасних і прогнозованих геологічних процесів, що формуються в ході розвитку земної кори під впливом сукупності всіх природних факторів і в зв'язку з інженерно-господарською, насамперед інженерно-будівельною діяльністю людства.

## Розділи
Ґрунтознавство поділяється на:
- Загальне ґрунтознавство розглядає склад і будову ґрунтів як багатокомпонентних, динамічних систем, природу і закономірності формування їх властивостей. Теоретична база — вчення про формування складу, будови і властивостей ґрунтів у процесі літогенезу і петрогенезу внаслідок складних фазових взаємодій.
- Генетичне ґрунтознавство вивчає залежність особливостей складу, будови і властивостей ґрунтів від умов їх утворення.
- Регіональне ґрунтознавство вивчає ґрунти регіонів, закономірності мінливості їхнього складу, будови і властивостей. Ґрунтознавство використовує досягнення фізики, хімії, математики і механіки, пов'язане з інженерною геологією та суміжними геологічними науками (гідрогеологією, мерзлотознавством, петрологією, літологією тощо).